# Andrea Etspüler
Andrea Etspüler (* 20. Jahrhundert in Freiburg im Breisgau) ist eine deutsche Unterhaltungsredakteurin. Sie ist Leiterin der Programmgruppe „Unterhaltung und Fernsehspiel“ beim Saarländischen Rundfunk.

## Leben
Andrea Etspüler studierte Germanistik, Politische Wissenschaften und Kommunikationswissenschaften an der Universität Stuttgart. ihre berufliche Karriere begann sie 1987 als freie Mitarbeiterin beim Süddeutschen Rundfunk. 1993 wechselte sie als Unterhaltungsredakteurin zum Saarländischen Rundfunk nach Saarbrücken. Dort übernahm sie ab 2005 die Leitung der Programmsparte Unterhaltung und Fernsehspiel.
Sie gehört seit 2012 der Jury des Günter-Rohrbach-Filmpreises an.

## Filmografie (Produzentin und Redakteurin)
- 2006: Tatort: Aus der Traum
- 2007: Tatort: Der Tote vom Straßenrand
- 2009–heute: Alfons und Gäste (Produktionskoordinatorin)
- 2010: Fritz Bauer – Tod auf Raten
- 2012: Hänsel & Gretel
- 2012: Zauberhafte Lily (Kurzfilm)
- 2013: Loona Balloona (Kurzfilm)
- 2013: Das Mädchen mit den Schwefelhölzern
- 2014: Sechse kommen durch die ganze Welt
- 2015: Die Akte General
- 2015: Der Prinz im Bärenfell
- 2016: Zombriella (Kurzfilm)
- 2016: Nellys Abenteuer
- 2017: Die Freibadclique
- 2018: Kleine Helden
- 2018: Villa Eva
- 2019: Isabels Schatz (Kurzfilm)